# Corymorpha vardoensis
Corymorpha vardoensis är en nässeldjursart som beskrevs av Loman 1889. Corymorpha vardoensis ingår i släktet Corymorpha och familjen Corymorphidae. Inga underarter finns listade i Catalogue of Life.